# Łąg (gromada)
Łąg – dawna gromada, czyli najmniejsza jednostka podziału terytorialnego Polskiej Rzeczypospolitej Ludowej w latach 1954–1972.
Gromady, z gromadzkimi radami narodowymi (GRN) jako organami władzy najniższego stopnia na wsi, funkcjonowały od reformy reorganizującej administrację wiejską przeprowadzonej jesienią 1954 do momentu ich zniesienia z dniem 1 stycznia 1973, tym samym wypierając organizację gminną w latach 1954–1972.
Gromadę Łąg z siedzibą GRN w Łęgu utworzono – jako jedną z 8759 gromad na obszarze Polski – w powiecie chojnickim w woj. bydgoskim, na mocy uchwały nr 24/5 WRN w Bydgoszczy z dnia 5 października 1954. W skład jednostki weszły obszary dotychczasowych gromad Bądźmierowice i Łąg (z miejscowościami Lipki, Kęsza, Bukowa Góra, Łąg-Kolonia i Stare Prusy) oraz miejscowość Budziska z dotychczasowej gromady Łubna ze zniesionej gminy Czersk w tymże powiecie. Dla gromady ustalono 25 członków gromadzkiej rady narodowej.
1 stycznia 1958 z gromady Łąg wyłączono serię parceli (łącznie z częścią autostrady do magistrali i niektórymi parcelami obrębu Stare Prusy), włączając je do gromady Czarna Woda w powiecie starogardzkim w woj. gdańskim (którą równocześnie przekształcono w osiedle Czarna Woda).
1 stycznia 1959 z gromady Łąg wyłączono serię parceli z obrębu Łąg (karta mapy 1 i karta mapy 4) oraz z obrębu Stare Prusy (karta mapy 3), włączając je do osiedla Czarna Woda w powiecie starogardzkim w woj. gdańskim; równocześnie utraciły moc przepisy regulujące granicę międzę gromadą Łąg i Czarną Wodą wprowadzone rok wcześniej (1 stycznia 1958).
31 grudnia 1959 do gromady Łąg włączono wieś Zawada ze znoszonej gromady Gotelp w tymże powiecie.
31 grudnia 1961 do gromady Łąg włączono wsie Wieck i Klonowice ze zniesionej gromady Odry w tymże powiecie.
1 stycznia 1972 gromadę Łąg połączono z gromadą Czersk, tworząc z ich obszarów gromadę Czersk z siedzibą Gromadzkiej Rady Narodowej w Czersku w tymże powiecie (de facto gromadę Łąg zniesiono, włączając jej obszar do gromady Czersk).